# Lago di Vico (m. 507)
Lago di Vico è il terzo album in studio del gruppo musicale italiano Loy e Altomare, pubblicato nel 1979 dalla CGD.

## Descrizione
Ultima pubblicazione del duo, l'album è stato prodotto da Alberto Pirelli (collaboratore dei Litfiba) ed uscì a cinque anni di distanza dal precedente Chiaro, del quale si discosta per gli arrangiamenti meno intimistici ed acustici che lasciano spazio a (per l'epoca) sofisticate elaborazioni sonore.

## Tracce
1. Non ci vo
2. Contronatura
3. La terra dell'oro
4. Se m'incazzo io
5. Arpeggio
6. Liscia e piatta
7. Marketta
8. Baffalù
9. Il bambino di Dio
10. Ci sono uomini

## Formazione
- Massimo Altomare - voce principale e chitarra
- Francesco "Checco" Loy - chitarra principale e voce